# Хашими, Сауд
Сауд аль-Хашими (араб. سعود الهاشمي‎, род. около 1963) — правозащитник Саудовской Аравии. В 2011 году он был признан виновным в «неподчинении королю Саудовской Аравии, формировании организации, противостоящей государству, подвергании сомнению независимости судебной власти, отмывании денег и „поддержке терроризма“» и был приговорён к 30 годам тюремного заключения и штрафу в 2 миллиона риалов (около 534 тысяч долларов). Ряд правозащитных организаций призвали правительство Саудовской Аравии освободить Хашими. Помимо этого, «Amnesty International» признала Хашими узником совести, преследуемым за «мирное соблюдение его права на свободу выражения и собраний».

## Арест
Хашими был арестован в феврале 2007 года в Джидде, вместе с ним были арестованы ещё 8 общественных активистов, критически относившихся к правительству Саудовской Аравии. Они вместе с Хашими планировали основать собственную партию или правозащитную организацию. Арестованные содержались в тюрьме без предъявления обвинений до августа 2010 года. Министр внутренних дел Саудовской Аравии Мансур аль-Турки заявил, что они были арестованы за «поддержку терроризма».
Примерно в этот период Хашими объявил недельную голодовку, тогда охранники раздели его, оставив лишь нижнее бельё, и оставили в холодной тюремной камере на несколько часов. Затем Хашими вынудили признаться в том, что он «контактировал с Аль-Джазирой собирал деньги без разрешения правителя». По данным правозащитной организации «Islamic Human Rights Commission» в ноябре 2010 года Хашими подвергся пыткам, его били электрошоком.
Все девятеро арестованных предстали перед судом лишь в 2011 году. На заседания не были допущены СМИ. «Amnesty International» охарактеризовала судебный процесс как «возмутительно несправедливый». Хашими был признан виновным в «неподчинении королю Саудовской Аравии, формировании организации, противостоящей государству, подвергании сомнению независимости судебной власти, отмывании денег и „поддержке терроризма“» и приговорён к 30 годам заключения и штрафу в два миллиона риалов (около 534 тысяч долларов).

## Последующие события
Ряд правозащитных организаций выступили в защиту арестованного правозащитника. Рабочая группа ООН по произвольным задержаниям заявила, что арест аль-Хашими является незаконным. Правозащитная организация «Amnesty International» признала Хашими узником совести, преследуемым за «мирное соблюдение его права на свободу выражения и собраний». Международная федерация за права человека и Всемирная организация против пыток выпустили совместное заявление, в котором призвали к «немедленному вмешательству», а также заявили, что необходимо немедленному и безоговорочному освобождению аль-Хашими. Правозащитная организация «Human Rights Watch» подвергла критике правительство Саудовской Аравии за арест Хашими, добавив, что «угнетение политических заключённых не уменьшит необходимость демократических перемен».
В феврале 2012 года организация «Islamic Human Rights Commission» сообщила, что Хашими содержится в одиночной камере. В октябре того же года «Amnesty International» опубликовала сообщение, что мать осуждённого правозащитника тяжело больна и призвала правительство Саудовской Аравии позволить Хашими повидаться с ней.